# 私立育達高級中等学校
育達高級中等学校（Kingston High School）は、台湾台北市にある高校である。
創始者の王広亜が新国家建設の為の人材育成を目的に設立した商業学校であり、商業道徳及び敬業の精神に重点を置いた教育方針を採用している。現在まで各種学力競技大会で優秀な成績を収める等、実業高校として高い実績を誇る。また近年は普通科と商業科を融合させた総合科を設立し、上級学校への進学を視野に入れた教育を展開している。

## 沿革
- 1949年4月20日 育達会計補習学校の設立を申請
- 1949年7月28日 育達会計補習学校設立の認可を受ける
- 1949年10月 生徒募集を開始
- 1949年12月16日 開南商工職校の校舎を借用して正式に開校（創立記念日）
- 1950年7月 開南商工職校の校舎が借用できなくなり、学校運営を一時停止
- 1952年1月 安街延平区合作社を借用し学校運営を再開、現所在地に土地取得
- 1953年3月1日 現所在地に校舎移転
- 1953年5月1日 育達初級商業職業学校に改称、勤倹樸実 自力更生の校訓を定める
- 1955年 中壢分部を設立、王万興を責任者として招聘
- 1971年 義務教育9年制が採用されたことに伴い、台北市私立育達高級商業職業学校と改称
- 1974年 教職員の福利厚生を目的に付属幼稚園を併設
- 1976年 桃園県私立育達高級商業職業学校として中壢分部が独立
- 1985年 台北市私立育達高級商業家事職業学校と改称、幼児兒保育科を設立、総合商業科を会計事務科と改称
- 1986年 商業英文科及び商業日文科を設立
- 1989年 資料処理科を設立
- 1990年 国際貿易科を設立
- 1994年 商業英文、商業日文科を応用英文科、応用日文科と改称
- 1995年 商業経営科を設立
- 1999年4月 台湾の高校・高専としては初めてISO9002認証を取得
- 2000年8月 総合高中（総合科）を設立
- 2006年8月1日 時尚模特児科（ファッションモデル科）を設立、夜間部を進修学校と改称
- 2022年 学校名前を戻す育達高級中等学校[1]

## 組織

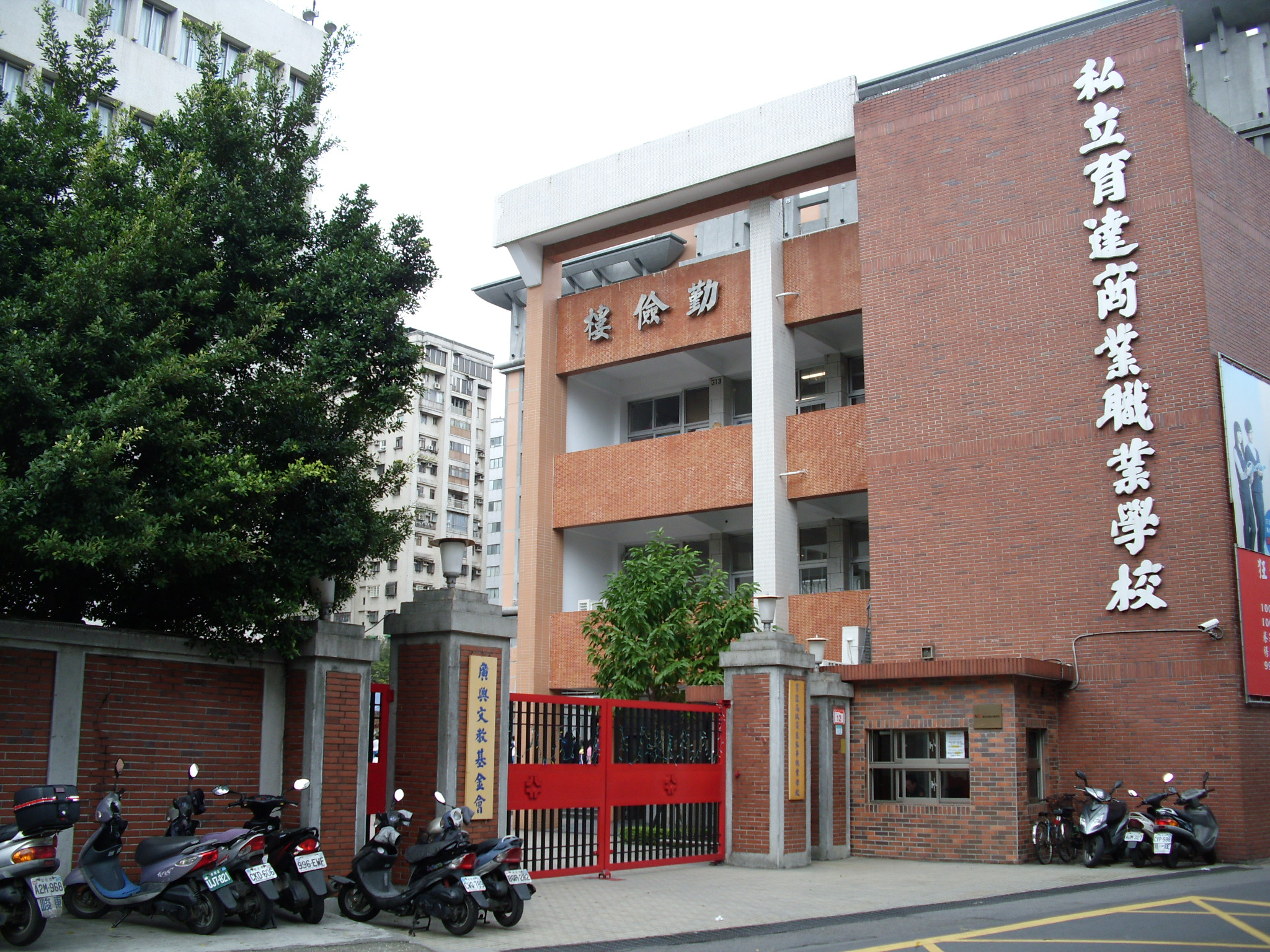
私立育達高級中等学校

- 全日部
  - 総合高中科（総合科）
  - 商業経営科
  - 資料処理科
  - 幼児保育科
  - 応用英文科
  - 応用日文科
  - 時尚模特児科（ファッションモデル科）
- 進修部（旧夜間部）
  - 資料処理科
  - 幼児保育科
  - 応用日文科

## 歴代校長
1. 谷鳳翔 1953年5月～1969年
2. 蘇?第 1969年～1979年8月
3. 谷鳳翔 1979年9月～1988年12月
4. 鈕長耀 1989年1月～1993年 9月
5. 劉延濤 1993年12月～1998年11月
6. 張世祿 1999年1月～現在

## 校歌
育達職校 燦爛光明 勤倹樸実 蔚成校風
互助合作 親愛精誠 並肩齊步 実践力行
育達職校 燦爛光明 勤倹樸実 蔚成校風
刻苦砥礪 学習知能 促進社会繁栄 要為時代先鋒
服務社会 為国尽忠 為我校争光栄 争光栄